# Claveliocnemis
Claveliocnemis (лат.) — род дорожных ос из подсемейства Pepsinae (Pompilidae).

## Распространение
Центральная Азия (Афганистан, Таджикистан, Узбекистан).

## Описание
Среднего размера дорожные осы чёрного цвета, длина тела от 7 до 15 мм. Передний край пронотума возвышается над метапостнотумом. Мезосома дорзально сужена у заднего края мезоскутума. Крылья могут быть нормальных размером или брахиптерными, редуцированными (узкими с редуцированным жилкованием). Охотятся на мигаломорфных пауков рода Anemesia Pocock (Araneae, Cyrtaucheniidae).
- Claveliocnemis alata Zonstein, 2007 — Таджикистан[1]
- Claveliocnemis brachypteris (Gussakovskij, 1935) — Таджикистан, Узбекистан[5]
  - = Priocnemis brachypteris  Gussakovskij, 1935
- Claveliocnemis incisipennis Wolf, 1968 — Афганистан, Таджикистан, Узбекистан)[2]
- Другие виды